# TD Garden
TD Garden är en idrottsarena i Boston som började byggas 1993, och stod klar 1995. Den är uppkallad efter sin sponsor, TD Bank, men ofta används fortfarande den gamla hallens namn, Boston Garden, i dagligt tal. Arenan är hemmaarena för NHL-laget Boston Bruins och NBA-laget Boston Celtics. Den har tidigare även varit hemmaarena för lacrosselaget Boston Blazers.

### Fotnoter
1. ↑  TD Garden Arkiverad 10 juni 2009 hämtat från the Wayback Machine. arkitekt: Ellerbe Becket